# Edifício Legislativo dos Territórios do Noroeste

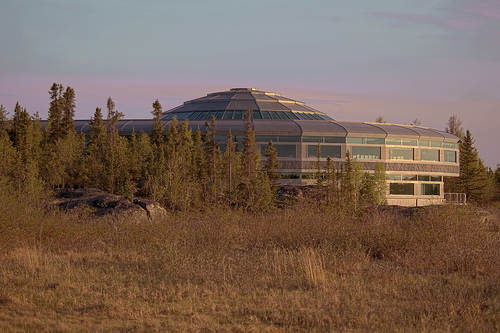
Edifício Legislativo dos Territórios do Noroeste

O Edifício Legislativo dos Territórios do Noroeste ou, no inglês original, Northwest Territories Legislative Building é a sede  do Governo dos Territórios do Noroeste. O edifício mais recente foi construído em 1993 e começou a ser usado em 1994.
O actual edifício tem dois andares e tem 2 salões redondos, o Grande Salão e a Sala do Caucus. Localiza-se em Yellowknife, perto do Lago Frame. Foi construído por Ferguson Simek Clark/Pin Matthews, em associação com a Matsuzaki Wright Architects Inc.de Vancouver.